# Nemoraea javana
Nemoraea javana là một loài ruồi trong họ Tachinidae.